# Ramona Cheorleu
Ramona Chorleu, née le 10 avril 1982 à Piatra Neamț, est un modèle roumaine.
Venue vivre à Rome en 2000, elle est devenue célèbre en Italie comme animatrice de télévision, essentiellement grâce à sa poitrine généreuse, devenant connue sous le surnom de Bombola Ramona. Elle a posé nue dans un calendrier en 2006.